# U-250
Unterseeboot 250 foi um submarino alemão do Tipo VIIC, pertencente a Kriegsmarine que atuou durante a Segunda Guerra Mundial.

## Comandantes
| Comandante                 | Data                                         |
| -------------------------- | -------------------------------------------- |
| Kptlt. Werner-Karl Schmidt | 12 de dezembro de 1943 - 30 de julho de 1944 |

## Subordinação
Durante o seu tempo de serviço, esteve subordinado às seguintes flotilhas:
| Período                                     | Flotilha                                  |
| ------------------------------------------- | ----------------------------------------- |
| 12 de dezembro de 1943 - 1 de julho de 1944 | 5. Unterseebootsflottille (treinamento)   |
| 1 de julho de 1944 - 30 de julho de 1944    | 8. Unterseebootsflottille (serviço ativo) |